# Алупкинское шоссе
Алупкинское шоссе 35Н-630, С-011812 — региональная автомобильная дорога на южном берегу Крыма, соединяющая Ливадию и Симеиз. 

## Описание
Протяжённость 12,0 километра — очень извилистая дорога, соединяющая курортные посёлки большой Ялты к западу от города. Начинается, несмотря на наименование в документах (Ливадия — Симеиз), у Ореанды, ответвляясь за Крестовой горой вниз от Старого Севастопольского шоссе и идёт, насколько это возможно, вдоль самого берега моря. Вдоль дороги расположено множество санаториев, исторических усадеб и природных достопримечательностей, пассажирское сообщение осуществляется рейсовыми автобусами.

## Название
На всём протяжении шоссе проходит через населённые пункты, в которых, как улица, носит название «Алупкинское шоссе», потому такое название закрепилось исторически. В старых и более современных путеводителях шоссе называли нижней дорогой. В труде 1916 года «Казённые шоссейные дороги Крыма» — Нижне-Алупское шоссе.

## История

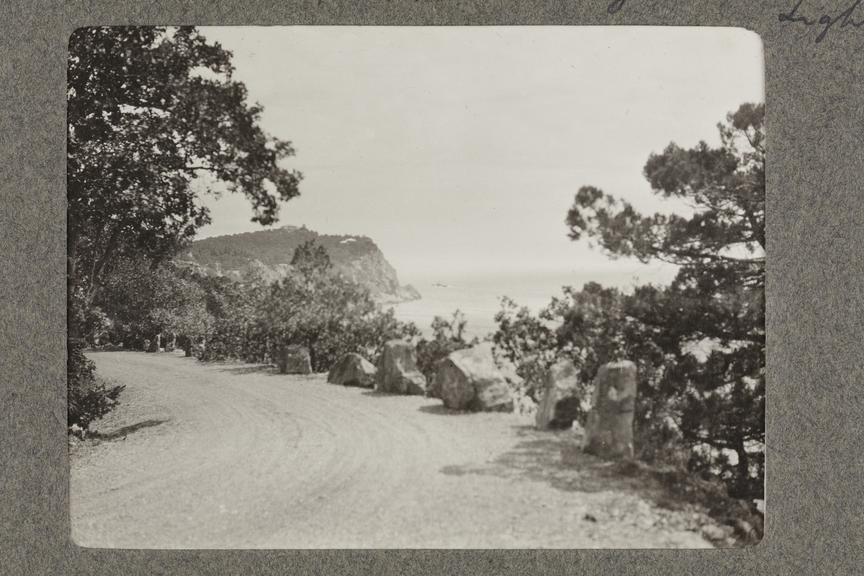
Алупкинское шоссе, 1914 год.

Время прокладки дороги пока не установлено: в имеющихся документах оно отображено уже на военно-топографической карте генерал-майора Мухина 1817 года. Шарль Монтандон, в своём путеводителе 1833 года, просто описывает дорогу до Симеиза, не приводя названия, поскольку она была единственная. После постройки шоссе Севастополь — Ялта дорога утратила своё значение — новая трасса связала старинные селения, а по нижней дороге добирались до особняков и имений на берегу моря.
В «Путеводителе по Крыму для путешественников» Сосногоровой 1871 года и в «Практическом путеводителе по Крыму» Анны Москвич 1889 года описываются многочисленные дачи и имения, расположенные по пути, кроме того, у Анны Москвич о нижней дороге написано, что в Ливадии и Ореанде, резиденциях императорской фамилии, оно в нескольких местах перекрыто воротами, проезд через которые возможен только по разрешению и что шоссе идёт до Лимен, через Кореиз, Гаспру, Мисхор, Алупку, Симеиз. На 1911 год проезд по шоссе от Алупки до Ялты на линейке стоил 25 коп., на извозчике — 5—7 рублей. Пузанов в путеводителе 1929 года довольно подробно описывал все бывшие имения (тогда уже здравницы) вдоль дороги и лежащие немного в стороне.